# سیارک ۸۹۶۱
سیارک ۸۹۶۱ (به انگلیسی: 8961 Schoenobaenus، نامگذاری:2702P-L) هشت هزار و نهصد و شصت و یکمین سیارک کشف شده‌است که در ۲۴ سپتامبر ۱۹۶۰ کشف شد.
قدر مطلق سیارک برابر ۱۳٫۷۰ است.